# ماريو أليخاندرو رويز
ماريو أليخاندرو رويز (بالإسبانية: Mario Ruiz) (12 يناير 1977 بموريليا في المكسيك - ) هو لاعب كرة قدم مكسيكي في مركز الدفاع. شارك مع منتخب المكسيك لكرة القدم. أما مع النوادي، فقد لعب مع تايجرز أونال وكلوب ليون ونادي موريليا الرياضي.

## وصلات خارجية
- ماريو أليخاندرو رويز على موقع قاعدة بيانات كرة القدم.إي يو (الإنجليزية)